# Special Olympics Andorra
Special Olympics Andorra ist der andorranische Verband von Special Olympics International. Sein Ziel ist die Förderung von Sport für Menschen mit geistiger Beeinträchtigung und die Sensibilisierung der Gesellschaft für diese Mitmenschen. Außerdem betreut er die andorranischen Athletinnen und Athleten bei den Special Olympics Wettkämpfen.

## Geschichte
Special Olympics Andorra wurde 1993 mit Sitz in Ordino gegründet.

## Aktivitäten
2016 waren 49 Athletinnen, Athleten und Unified Partner sowie 12 Trainer bei Special Olympics Andorra registriert.
Der Verband nahm 2021 am Programm Athlete Leadership teil, das von Special Olympics International ins Leben gerufen worden war.

### Sportarten
Folgende Sportarten wurden 2021 vom Verband angeboten:
- Ski Alpin (Special Olympics)
- Badminton (Special Olympics)
- Basketball (Special Olympics)
- Boccia (Special Olympics)
- Fußball (Special Olympics)
- Judo
- Leichtathletik (Special Olympics)
- Schwimmen (Special Olympics)

### Teilnahme an Weltspielen vor 2020
(Quelle: )
• 2007 Special Olympics World Summer Games, Shanghai, China (11 Athletinnen und Athleten)
• 2009 Special Olympics World Winter Games, Boise, USA (4 Athletinnen und Athleten)
• 2011 Special Olympics World Summer Games, Athen (23 Athletinnen und Athleten)
• 2013 Special Olympics World Winter Games, PyeongChang, Südkorea (2 Athletinnen und Athleten)
• 2017 Special Olympics World Winter Games, Graz-Schladming-Ramsau, Österreich (5 Athletinnen und Athleten)
• 2019 Special Olympics, World Summer Games, Abu Dhabi (20 Athletinnen und Athleten)

### Teilnahme an den Special Olympics World Summer Games 2023 in Berlin
Special Olympics Andorra nahm an den Special Olympics World Summer Games 2023 teil. Die Delegation wurde vor den Spielen im Rahmen des Host Town Programs von Olsberg betreut und bestand aus 19 Personen. Das Team gewann bei diesen Weltspielen drei Gold-, drei Silber- und vier Bronzemedaillen.

### Teilnahme an Weltspielen nach 2023
- 2025 Special Olympics World Winter Games, Turin, Italien (4 Athletinnen und Athleten)[5]